# Gotthard Hubrich
Gotthard Hubrich (* 6. April 1930; † 1990) war ein deutscher Generalmajor der Volkspolizei und Hauptabteilungsleiter im Ministerium des Innern der DDR.

## Leben
Hubrich erlernte den Beruf eines Sattlers. 1950 wurde er Kandidat, 1955 Mitglied der SED. Nach einem Studium von 1959 bis 1962, das er als Diplom-Staatswissenschaftler abschloss, arbeitete er als Stellvertreter des Vorsitzenden für Inneres des Rates des Kreises Quedlinburg. Von 1966 bis 1970 absolvierte er ein Fernstudium an der Humboldt-Universität zu Berlin mit dem Abschluss als Diplom-Jurist.
1970 ging er als stellvertretender Leiter der Hauptabteilung Innere Angelegenheiten in das Ministerium des Innern der DDR. Von 1972 bis 1990 war er deren Leiter. 1982 wurde er zum Generalmajor ernannt. Von 1953 bis 1984 wurde er unter dem Decknamen Roter Matrose als inoffizieller Mitarbeiter der Hauptabteilung VII des MfS geführt. Hubrich war mit Gerhard Lauter, Hans-Joachim Krüger und Udo Lemme an der Ausarbeitung der Reiseregelung vom 9. November 1989 beteiligt, die dann die Öffnung der innerdeutschen Grenze und den Fall der Berliner Mauer zur Folge hatte.

## Auszeichnungen
- 1974 Vaterländischer Verdienstorden in Bronze  und 1984 in Silber
- 1977 Orden Banner der Arbeit Stufe II und 1987 Stufe I
- 1981 Ehrentitel Verdienter Volkspolizist der Deutschen Demokratischen Republik